# MFA

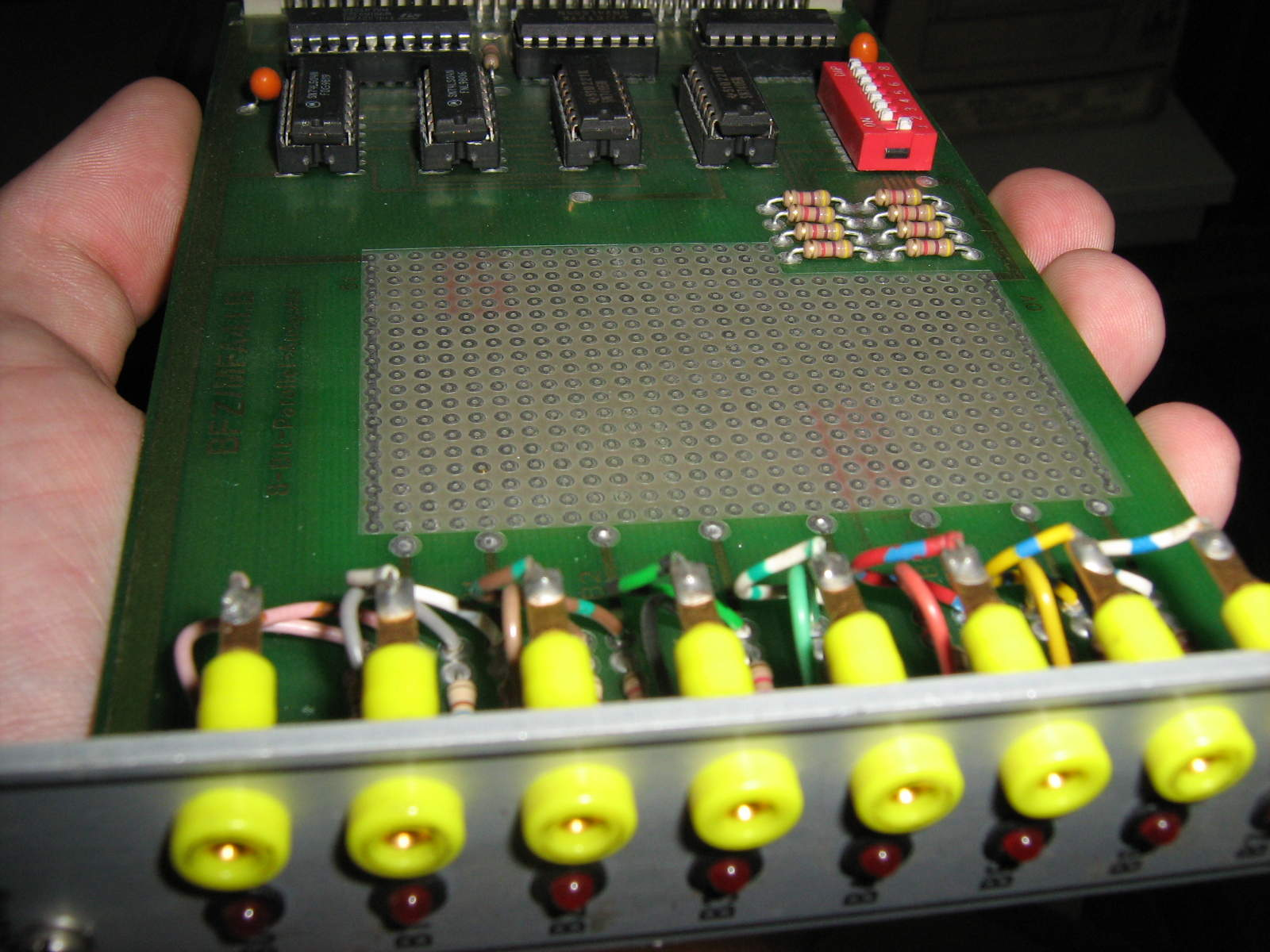
MFA плата расширения -порт вывода

MFA — немецкий микрокомпьютер для образования (Mikrocomputer für Ausbildung). Он применяется, например, в российском колледже НГГТК.
MFA позволяет изучить основы работы ЭВМ начиная со схемотехники, продолжая регистрами процессора и машинным кодом, и заканчивая программированием на языке ассемблера с использованием функций операционной системы. Компьютер состоит из 19" корпуса, в котором находится системная шина. На шину могут крепиться самые различные платы расширения. Основные компоненты, такие как ЦП, ОЗУ или ПЗУ реализованы как платы расширения. Для MFA есть плата расширения для непосредственного управления системной шиной. То есть можно набирать адрес на проводах шины адреса, а данные на проводах шины данных и создать управляющий сигнал на шине управления, для записи данных в ячейку памяти. Для MFA есть плата расширения с контроллером для монитора и клавиатуры. Что позволяет вводить программу в ассемблерной мнемонике. Также есть 3½" дисковод. Для MFA также есть операционная система MAT 85. Кроме того есть платы расширения с портами ввода и вывода, RS-232 и LPT. Что позволяет соединить два компьютера в сеть типа точка-точка и изучить программирование последовательного и параллельного порта ЭВМ.

## Технические данные
- Год изготовления: 1979
- Производитель: BFZ Essen
- Процессор: Intel 8085, 4 MHz
- ПЗУ: 32kB
- ОЗУ: 32kB
- Операционная система: MAT85
- Интерфейс: Клавиатура, Video, RS232, LPT, параллельный 8-битный порт ввода, параллельный 8-битный порт вывода, ЦАП,АЦП.
- Расширения: 3" дисковод, программатор EPROM.